# Kamatsamo
Kamatsamo, cuyo nombre anterior era Schoemansdal, es un pueblo en la provincia Mpumalanga (antiguo Transvaal Oriental) en Sudáfrica. El pueblo se encuentra a 23 kilómetros al oeste de Maialane.
Durante la época de la política de desarrollo separado bajo el régimen del apartheid fue la capital del bantustán de KaNgwane.
En noviembre de 2005 el Ministerio de Arte y Cultura de Sudáfrica anunció que se había aprobado el cambio de nombre a Kamatsamo. Este cambio se hizo para rendirle homenaje al Príncipe Matsamo Shongwe.